# Groß Gaddau
Groß Gaddau ist ein Ortsteil der Gemeinde Waddeweitz im niedersächsischen Landkreis Lüchow-Dannenberg.
Das Dorf liegt zwei Kilometer südöstlich von Waddeweitz und südlich der B 493.

## Geschichte
Für das Jahr 1848 wird angegeben, dass Groß Gaddau 17 Wohngebäude hatte, in denen 98 Einwohner lebten. Zu der Zeit war der Ort nach Zebelin eingepfarrt, wo sich auch die Schule befand.
Am 1. Dezember 1910 hatte Groß Gaddau 94 Einwohner und war eine eigenständige Gemeinde im Kreis Lüchow.